# Václav Hrneček
Václav Hrneček (* 8. September 1904 in Včelnice) war ein tschechischer Polizist und Lagerleiter sowie ein wegen sogenannter Vertreibungsverbrechen verurteilter Straftäter. Zwischen Mai 1945 und November 1946 war er stellvertretender Kommandant eines Internierungslagers in Böhmisch Budweis.

## Leben
Václav Hrneček besuchte Schulen in Nový Etynk und Budweis und absolvierte anschließend eine kaufmännische Ausbildung in Nový Etynk. Von 1924 bis 1928 diente er bei der tschechoslowakischen Armee. 1928 trat er in Budweis in den tschechoslowakischen Polizeidienst ein. Nach der Zerschlagung der Tschechoslowakei infolge der Aggressionspolitik des NS-Regimes wurde er 1940 in „Schutzhaft“ genommen, die er anfänglich im Konzentrationslager Theresienstadt und später u. a. in den Konzentrationslagern Sachsenhausen, Groß-Rosen und Dachau verbrachte. Im April 1945 wurde er von der US-Armee befreit. 
Nach Ende des Zweiten Weltkriegs und der Wiederherstellung der Tschechoslowakei wurde Hrneček im Frühjahr 1945 stellvertretender Kommandant des Internierungslagers in der Linzervorstadt von Budweis, in dem Angehörige der deutschen Minderheit des Landes inhaftiert wurden. In der Folgezeit leitete er faktisch das Lager, in dem rund 2000 Gefangene eingesperrt waren. Zudem verfügte es über einige Nebenlager. Dabei zeigte der inzwischen zum Oberleutnant der Gendarmerie aufgestiegene Hrneček ein äußerst brutales Verhalten gegenüber den Häftlingen, die von ihm selbst wie von seinen Untergebenen u. a. mit Knüppeln, Peitschen und Stahlruten verprügelt wurden. Einige der Opfer trugen tödliche Verletzungen davon. Außerdem soll er minderjährige weibliche Inhaftierte vergewaltigt haben. Die deutsche Presse titulierte Václav Hrneček später als „Der Henker von Budweis“.
Nach der kommunistischen Machtergreifung in der Tschechoslowakei Anfang 1948 fiel Hrneček bei den neuen Machthabern in Ungnade und setzte sich nach Deutschland ab. Dort wurde er für die amerikanischen Streitkräfte tätig. Im März 1952 wurde Hrneček vor dem Münchner Hauptbahnhof von ehemaligen Lagerinsassen erkannt und von der deutschen Polizei verhaftet. Da Václav Hrneček für die Besatzungsmacht arbeitete, zogen die Amerikaner den Fall an sich. Eine zunächst erhobene Anklage wegen Mordes wurde bald fallen gelassen. Im Mai 1954 wurde Hrneček in München von einem amerikanischen Militärgericht wegen Körperverletzung, gefährlicher Körperverletzung, schwerer Körperverletzung und Körperverletzung mit Todesfolge zu acht Jahren Zuchthaus verurteilt. Die zweijährige Untersuchungshaft wurde ihm auf die Haftstrafe angerechnet. Bei guter Führung sollten ihm drei Jahre Haft erlassen werden. Nur sieben Monate später wurde Hrneček einen Tag vor dem Heiligen Abend 1954 von Begnadigungsausschuss der Alliierten Oberkommission begnadigt. Ihm wurde zur Auflage gemacht, dass er die Bundesrepublik Deutschland umgehend zu verlassen habe, wofür er ein Visum für die Vereinigten Staaten erhielt.